# 荒屋バイパス

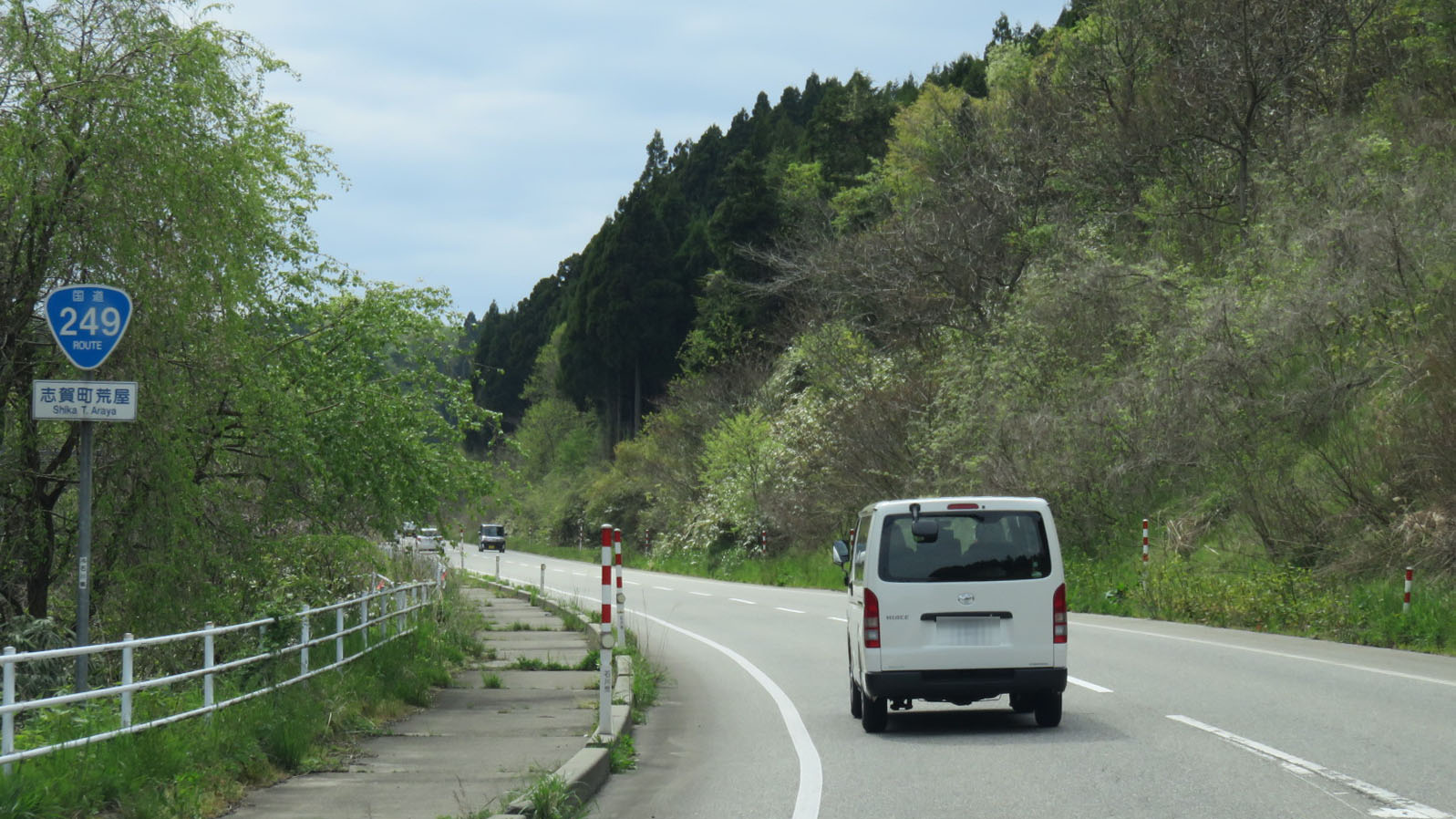
荒屋バイパス
石川県羽咋郡志賀町荒屋

荒屋バイパス（あらやバイパス）は、石川県羽咋郡志賀町の、荒屋峠を迂回する全長約4.4 kmの国道249号バイパスである。

## 概要

### 路線データ
- 起点　石川県羽咋郡志賀町生神
- 終点　石川県羽咋郡志賀町荒屋
- 全長　4.4km
- 道路幅員
  - 一般部　12.0m
  - トンネル部　10.5m
- 車線数　2車線
- 車線幅員　3.25m
- 設計速度　60km/h
- 事業費　約60億円

## 沿革
- 1988年 : 事業化
- 1999年12月17日 : 開通

## 主な接続道路
- 石川県道36号志賀富来線